# Каталани, Анджелика
Андже́лика Катала́ни (итал. Angelica Catalani, по мужу Valabrègue; 10 мая 1780, Сенигаллия — 12 июня 1849, Париж) — итальянская певица.

## Биография
Дебютировала в Венеции в 1795 году. Её выступления проходили с громадным успехом во всей Европе, причиной его был феноменальный голос (сопрано) чрезвычайно красивого и чистого тембра, доходившего до редкой высоты (соль в третьей октаве).
Колоратурное пение Каталани отличалось большой легкостью, уверенностью, чистотой. В виртуозных пьесах бравурного характера Каталани не имела соперниц. Громадный успех Каталани имела в Париже и в особенности в Лондоне, где её гонорар за один сезон в театре достиг в 1806 году 180 тысяч франков — цифры небывалой для того времени. При Людовике XVIII и позднее Каталани управляла итальянской оперой в Париже. В 1826 году Каталани гастролирует по Италии, выступив в Генуе, Неаполе и Риме. В 1827 году она посетила Германию. Концертировала, среди прочих мест, и в России в 1820, 1824 и 1825 годах. Член Шведской Королевской Академии Искусств с 1827 года. Завершила карьеру в 1828 году. Поселилась во Флоренции в 1830. Здесь основала певческую школу для девочек.
Упоминается у Пушкина в стихах «Княгине З. А. Волконской» (1827):

Не отвергай смиренной дани,

Внемли с улыбкой голос мой,

Как мимоездом Каталани

Цыганке внемлет кочевой.

Стендаль писал в своём дневнике:

Суждение единодушное: у Каталани лучший голос из всех, что запомнились публике, намного лучше, чем у Банти, у Биллингтон, у Корреа, у Маркези, у Кривелли. Кажется, что даже самые живые вещи г-жа Каталани поет словно под нависшей скалой: её голос все время дает какой-то серебристый отзвук.
Какое впечатление производила бы она, если бы природа наделила её душой! Все свои арии она пела одинаково. …Госпожа Каталани исполняет обычно не более дюжины арий, с которыми и разъезжает по Европе. Достаточно услышать её один раз, чтобы вечно сожалеть о том, что природа не вложила в этот изумительный инструмент хоть немного души. …Как бы ни звался композитор, Каталани исполняет всегда одно и то же: целый ряд фиоритур, большей частью дурного вкуса. За пределами Италии она нашла лишь плохих учителей. Вот какие речи велись вокруг меня. Всё это верно, но, быть может, за всю свою жизнь мы не услышим ничего хоть сколько-нибудь похожего на это…
… Освещенная огнями рампы, госпожа Каталани, которой года 34 или 35, ещё очень хороша собой. В опере-буфф контраст благородных черт её лица и необычайного голоса с весёлым характером роли должен создавать удивительный эффект, но что касается оперы seria (серьёзной), то в ней Каталани никогда ничего не поймет. Душа у неё слишком чёрствая. В общем, я разочарован…